# Sukhumala Marasri

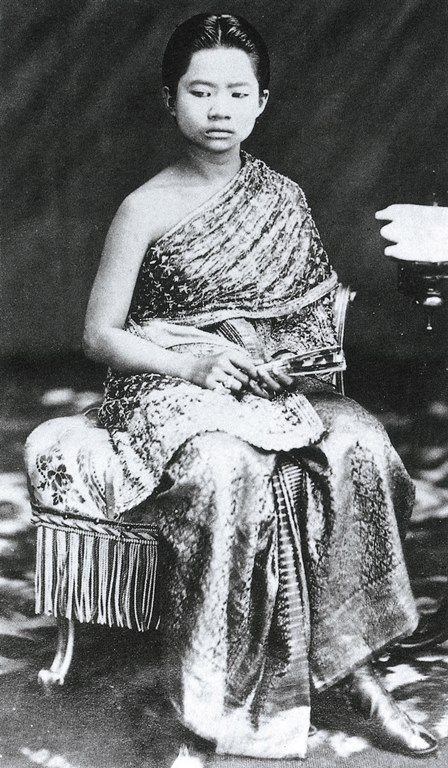
Königin Sukhumala Marasri

Sukhumala Marasri (thailändisch สุขุมาลมารศรี, RTGS: Sukhuman-marasi; * 10. Mai 1861 in Bangkok; † 9. Juli 1927 ebenda) war eine der vier Hauptfrauen von König Rama V. (Chulalongkorn, reg. 1868 bis 1910) von Siam, dem heutigen Thailand.

## Abstammung und frühe Jahre
Sukhumala Marasri war eine Tochter von König Mongkut (Rama IV., reg. 1851 bis 1868) und dessen Nebenfrau Samli (เจ้าคุณจอมมารดาสำลี), die wiederum die Tochter des Schatzministers That Bunnag (Somdet Chaophraya Borommaha Phichaiyat) war. Sie kam als 52. Kind von König Mongkut im Großen Palast in Bangkok zur Welt. Nach ihr gebar Samli eine weitere Tochter, Prinzessin Napaborn. Über ihren Vater war sie eine Halbschwester von König Chulalongkorn, dessen Königliche Gemahlin sie später wurde, sowie der Königinnen Savang Vadhana und Saovabha.
Ihr Vater starb, als Sukhumala Marasri sieben Jahre alt war (1868).

## Gemahlin des Königs

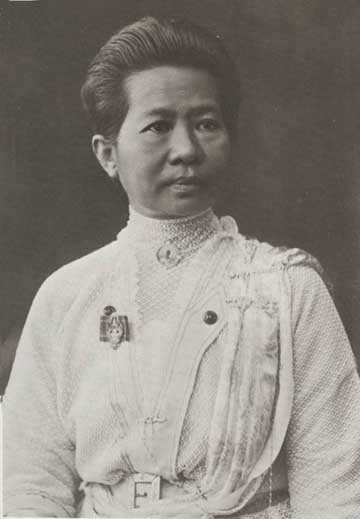
Königin Sukhumala Marasri (1910)

1877, im Alter von 16 Jahren, wurde Sukhumala Marasri mit ihrem acht Jahre älteren Halbbruder Chulalongkorn, dem König Rama V., vermählt. Aus der Ehe gingen zwei Kinder hervor: Prinzessin Suddha Dibyaratana (später Fürstin von Rattanakosin) sowie Prinz Paribatra Sukhumbandh (später Fürst von Nakhon Sawan), der zwischen 1897 und 1903 in Berlin und Potsdam eine militärische Ausbildung erhielt. Während der Regierungszeit ihres Mannes war sie dessen Sekretärin und wurde als „Prinzessin-Gemahlin“ angeredet.
Nachdem ihr Gemahl gestorben war, zog sie in den Palast ihres Sohnes, den Bang-Khun-Prom-Palast. Ihr Neffe, König Vajiravudh, benannte sie offiziell als die vierte Königin-Gemahlin seines Vaters und gab ihr den Titel Ihre Majestät Königin Sukhumala. Als 1925 König Prajadhipok die Nachfolge Vajiravudhs antrat, machte er Sukhumala zur „Königin-Tante“. 
Sukhumala Marasri starb am 9. Juli 1927 in den Armen ihres Sohnes und ihrer jüngeren Schwester Napaborn im Bang-Khun-Prom-Palast.

## Titel
- 1861–1881: Ihre Königliche Hoheit Sukhumala Marasri
- 1881–1910: Ihre Königliche Hoheit Sukhumala Marasri, Prinzessin-Gemahlin
- 1910–1925: Ihre Majestät Königin Sukhumala Marasri, Königliche Gemahlin von Ihrer Majestät König Chulalongkorn
- 1925–1927: Ihre Majestät Königin-Tante